# Gruppo One
Gruppo One（ぐるっぽわん）とは、有限会社グルッポワンのゲーム専用ブランド名である。
日本ファルコムで『イース』や『スタートレーダー』などの制作に携わった富樫克美が独立してグルッポワンを設立した。主な作品は『風の探索者』など。

## 作品リスト
- 2000年8月11日 - 風の探索者 〜Grand Slam〜
- 2001年8月10日 - Ding 〜M・O・N・O〜
- 2002年8月9日 - 風の探索者 大陸編 〜Etermal Flame〜
- 2003年7月31日 - 風の探索者 2 〜Shadow Kingdom〜